# Pipes of Peace
Pipes of Peace es el sexto álbum de estudio del músico británico Paul McCartney, publicado por la compañía discográfica Parlophone en octubre de 1983. El álbum, formado en su mayor parte por canciones excedentes de las sesiones de Tug of War, obtuvo un éxito parecido a su antecesor y supuso una fuente de nuevos éxitos para McCartney, aunque la recepción de la prensa musical fue fría y las reseñas más críticas.

## Historia
Desde su publicación, muchos críticos vieron en Pipes of Peace un espejo en muchos aspectos de su predecesor, Tug of War. Al igual que Tug of War, el álbum fue producido por George Martin, incluyó una nueva colaboración con Michael Jackson y mantuvo la vinculación en el estudio con su excompañero en The Beatles, Ringo Starr, y con el guitarrista de 10cc Eric Stewart. La razón de la semejanza entre ambos trabajos se debe a que gran parte de las canciones de Pipes of Peace fueron grabadas durante las sesiones de 1981 que dieron lugar al álbum Tug of War. Por otra parte, los temas «Pipes of Peace», «The Other Me», «So Bad», «Tug of Peace» y «Through Our Love» fueron grabados entre septiembre y octubre de 1982.
En noviembre, McCartney comenzó a filmar su primer largometraje, Give My Regards To Broad Street, con la colaboración de su esposa Linda McCartney, Ringo Starr y Tracey Ullman. McCartney centró su trabajo en el proyecto cinematográfico de Give My Regards to Broad Street y en la elaboración de su banda sonora, retrasando la publicación de Pipes of Peace hasta otoño de 1983.

## Recepción
Pipes of Peace fue el primer álbum de McCartney publicado en CD por Columbia Records. La reacción de la crítica fue menor en comparación con la unánime recepción de Tug of War, y varios medios describieron el álbum como un trabajo menor en la misma fórmula de su predecesor. Además, Pipes of Peace obtuvo un éxito comercial bajo, y alcanzó el puesto 4 en las listas de éxitos británicas y el 15 en la lista Billboard 200, el peor resultado de McCartney en Estados Unidos en su carrera en solitario. 
El primer sencillo, «Say Say Say», un dúo entre McCartney y Michael Jackson, alcanzó el puesto 2 en las listas británicas y permaneció seis semanas en el primer puesto de la lista estadounidense Billboard Hot 100. Entre 1981 y 1985, McCartney y Jackson disfrutaron de una relación de amistad que concluyó en 1985 cuando Jackson compró ATV Music, la compañía propietaria de los derechos de autor del catálogo musical de The Beatles. La publicación de «Say Say Say» fue seguida por el sencillo «Pipes of Peace», que alcanzó el puesto 1 en la lista de éxitos británica, mientras que en Estados Unidos, «So Bad» obtuvo un éxito menor. 

## Reediciones
En 1993, Pipes of Peace fue remasterizado y reeditado en formato CD como parte de la serie The Paul McCartney Collection con varios temas extra: la canción inédita «Twice in a Lifetime», el sencillo de 1984 «We All Stand Together», y «Simple as That», publicado en 1986 en un álbum de caridad. 
En octubre de 2015, Hear Music y Concord Music Group reeditaron Pipes of Peace como parte de la serie Paul McCartney Archive Collection. La nueva edición fue publicada en varios formatos: 
- Edición estándar. Incluyó dos CD, el primero con una remasterización del álbum original y el segundo con nueve temas extra, incluyendo demos y caras B de sencillos.
- Edición deluxe. Publicada en formato de cofre con dos CD, un DVD, un libreto-ensayo de 112 páginas y un bloc de notas de 64 páginas.
- Edición en vinilo. Incluyó el material presente en la edición estándar.

## Lista de canciones
Todas las canciones escritas y compuestas por Paul McCartney excepto donde se anota. 
| Cara A |                                         |                                 |          |  |
| N.º    | Título                                  | Escritor(es)                    | Duración |  |
| 1.     | «Pipes of Peace»                        |                                 | 3:57     |  |
| 2.     | «Say Say Say» (Dúo con Michael Jackson) | Paul McCartney, Michael Jackson | 3:57     |  |
| 3.     | «The Other Me»                          |                                 | 4:00     |  |
| 4.     | «Keep Under Cover»                      |                                 | 3:06     |  |
| 5.     | «So Bad»                                |                                 | 3:20     |  |

| Cara B |                                     |                                 |          |  |
| N.º    | Título                              | Escritor(es)                    | Duración |  |
| 6.     | «The Man» (Dúo con Michael Jackson) | Paul McCartney, Michael Jackson | 3:56     |  |
| 7.     | «Sweetest Little Show»              |                                 | 2:54     |  |
| 8.     | «Average Person»                    |                                 | 4:33     |  |
| 9.     | «Hey Hey»                           | Paul McCartney, Clarke          | 2:54     |  |
| 10.    | «Tug of Peace»                      |                                 | 2:54     |  |
| 11.    | «Through Our Love»                  |                                 | 3:28     |  |

| Reedición de 1993: Temas extra |                         |          |  |
| N.º                            | Título                  | Duración |  |
| 12.                            | «Twice in a Lifetime»   | 2:59     |  |
| 13.                            | «We All Stand Together» | 4:22     |  |
| 14.                            | «Simple as That»        | 4:17     |  |

| Reedición de 2015: Disco dos - Temas extra |                                                           |          |  |
| N.º                                        | Título                                                    | Duración |  |
| 1.                                         | «Average Person» (Demo)                                   | 4:05     |  |
| 2.                                         | «Keep Under Cover» (Demo)                                 | 3:44     |  |
| 3.                                         | «Sweetest Little Show» (Demo)                             | 3:00     |  |
| 4.                                         | «It's Not On» (Demo)                                      | 2:56     |  |
| 5.                                         | «Simple As That» (Demo)                                   | 3:16     |  |
| 6.                                         | «Say Say Say» (Remezcla de 2015)                          | 6:59     |  |
| 7.                                         | «Ode to a Koala Bear» (Cara B del sencillo «Say Say Say») | 3:48     |  |
| 8.                                         | «Twice in a Lifetime»                                     | 3:02     |  |
| 9.                                         | «Christian Bop»                                           | 2:03     |  |

| Reedición de 2015: DVD |                                                                                      |          |  |
| N.º                    | Título                                                                               | Duración |  |
| 1.                     | «Pipes of Peace Music Video»                                                         |          |  |
| 2.                     | «So Bad Music Video»                                                                 |          |  |
| 3.                     | «Say Say Say Music Video»                                                            |          |  |
| 4.                     | «Hey Hey in Montserrat» (Película casera con material de archivo inédito)            |          |  |
| 5.                     | «Behind the Scenes at AIR Studios» (Película casera con material de archivo inédito) |          |  |
| 6.                     | «The Man» (Película casera con material de archivo inédito)                          |          |  |

## Personal
- Paul McCartney: voz principal y coros, bajos, guitarras, sintetizadores, mellotron, piano y batería .
- Linda McCartney: piano, sintetizador y coros.
- Michael Jackson: voz principal y coros en «Say Say Say» y «The Man».
- Eric Stewart: guitarras y coros.
- Denny Laine: guitarras y coros.
- Hughie Burns: guitarras.
- Geoff Whitehorn: guitarras.
- Stanley Clarke: bajo y coros.
- Gavin Wright: violín.
- Gary Herbig: flauta.
- Chris Hammer Smith: armónica.
- Andy Mackay: saxofón.
- Ernie Watts: saxofón.
- Ringo Starr: batería.
- Steve Gadd: batería.
- Dave Mattacks: batería.
- Petalozzi's Children's Choir: coros en «Pipes Of Peace».

## Posición en listas
| País           | Lista                   | Posición |
| -------------- | ----------------------- | -------- |
| Alemania       | Media Control Chart     | 20       |
| Australia      | ARIA Albums Chart       | 9        |
| Austria        | Ö3 Austria Top 40       | 15       |
| Canadá         | RPM Albums Chart        | 10       |
| España         | Spanish Albums Chart    | 3        |
| Estados Unidos | Billboard 200           | 15       |
| Estados Unidos | R&B Albums              | 49       |
| Francia        | SNEP Albums Chart       | 13       |
| Italia         | Italian Albums Chart    | 8        |
| Noruega        | Norwegian Top 40 Albums | 1        |
| Países Bajos   | Mega Albums Top 100     | 11       |
| Reino Unido    | UK Albums Chart         | 4        |
| Suecia         | Swedish Albums Chart    | 4        |
| Suiza          | Swiss Music Charts      | 12       |

| Sencillo         | País           | Lista                         | Posición |
| ---------------- | -------------- | ----------------------------- | -------- |
| «Say Say Say»    | Australia      | ARIA Singles Chart            | 4        |
| «Say Say Say»    | Canadá         | RPM Singles Chart             | 1        |
| «Say Say Say»    | Estados Unidos | Billboard Hot 100             | 1        |
| «Say Say Say»    | Estados Unidos | R&B Singles Chart             | 2        |
| «Say Say Say»    | Estados Unidos | Hot Adult Contemporary Tracks | 3        |
| «Say Say Say»    | Reino Unido    | UK Singles Chart              | 2        |
| «Pipes of Peace» | Reino Unido    | UK Singles Chart              | 1        |
| «So Bad»         | Estados Unidos | Billboard Hot 100             | 23       |

## Certificaciones
| País           | Organismo certificador | Certificación | Ventas certificadas | Ref.   |
| -------------- | ---------------------- | ------------- | ------------------- | ------ |
| Estados Unidos | RIAA                   | Platino       | 1 000               | [ 20 ] |
| Reino Unido    | BPI                    | Platino       | 300 000             | [ 21 ] |
| Canadá         | CRIA                   | Platino       | 100 000             | [ 22 ] |